# La Nhất Châu
La Nhất Châu (giản thể: 罗一舟; phồn thể: 羅一舟, bính âm: Luó Yīzhōu, sinh ngày 16 tháng 3 năm 2000) là một nam diễn viên kịch, ca sĩ, vũ công Trung Quốc. 
Năm 2021, anh tham gia chương trình tuyển chọn Thanh Xuân Có Bạn 3, được bầu chọn làm center của bài hát chủ đề và cuối cùng ra mắt với tư cách là thành viên, Center của nhóm nhạc nam IXFORM. 
Năm 2011, Nhất Châu được nhận vào Chuyên ngành Vũ đạo Học viện Nghệ thuật Giải phóng quân Nhân dân Trung Quốc. Sau khi tốt nghiệp năm 2016, anh tham gia Đoàn văn công và công tác trong một năm. Năm 2018, Nhất Châu trúng tuyển vào Khoa Biểu diễn của Học viện Hý kịch Trung ương. 
Năm 2022, sau khi tốt nghiệp Học viện Hí kịch Trung ương, La Nhất Châu trúng tuyển và trở thành diễn viên kịch của Nhà Hát Kịch Quốc Gia Trung Quốc. 

## Tiểu sử
La Nhất Châu sinh ngày 16 tháng 3 năm 2000 tại Ngân Xuyên, khu tự trị Hồi tộc Ninh Hạ, quê gốc nằm ở quận Sa Bình Bá, thành phố Trùng Khánh. 
Từ nhỏ theo học Tiểu học ở Ngân Xuyên, năm 2009 đại diện đội tuyển Trung Quốc tham dự "Giải vô địch Taekwondo (Brand Taebee) quốc tế 2009" do Viện phát triển giáo dục Taekwondo Hàn Quốc tổ chức và đạt được Huy Chương Vàng. 
Năm 2011, La Nhất Châu được nhận vào Học viện Nghệ thuật Giải phóng quân Nhân dân Trung Quốc (gọi tắt Quân Nghệ), trở thành học viên Chuyên ngành Vũ đạo. Trong thời gian theo học Quân Nghệ từng tham gia các hoạt động đối ngoại, gặp gỡ lãnh tụ quốc gia, tham gia tiếp đón Vương hậu Bỉ, Phu nhân Mexico. Từng đạt Giải nhất cuộc thi múa cúp Tiền Vệ bằng bài múa "Thiếu niên Anh Cát Sa", Giải nhì cuộc thi múa cúp Sao Đỏ bằng bài múa "Kim sắc Bối Đa La".
Năm 2016, sau khi tốt nghiệp Quân Nghệ, Nhất Châu tham gia Đoàn văn công và công tác trong một năm. Trải qua 11 năm theo học vũ đạo, tinh thông múa dân tộc, múa ba lê, múa đương đại. 
Năm 2018, La Nhất Châu ghi danh vào Học viện Hý kịch Trung ương (gọi tắt Trung Hí) Khoa Biểu diễn và Khoa Nhạc kịch, cùng với Khoa Nhạc kịch Học viện Vũ đạo Bắc Kinh, tất cả đều đạt tư cách trúng tuyển. Cuối cùng trở thành sinh viên Khoa Biểu diễn Học viện Hý kịch Trung ương khóa 18 với thành tích đầu vào thuộc Top 7, điểm chuyên ngành 92.83, điểm văn hóa 443. 
Vào tháng 6 năm 2022, La Nhất Châu tốt nghiệp Học viện Hí kịch Trung ương với thành tích ưu tú, ở trong lễ tốt nghiệp được phát biểu với tư cách là đại biểu toàn bộ sinh viên tốt nghiệp và giành được danh hiệu sinh viên tốt nghiệp loại ưu thành phố Bắc Kinh và sinh viên ba tốt thành phố Bắc Kinh. 

## Sự nghiệp

### 2019 - 2020: Trải nghiệm diễn xuất đầu tiên
Ngày 17 tháng 5 năm 2019, anh tham gia Diễn đàn Quốc tế Nghiên cứu giáo dục phim ảnh Châu Á lần thứ 11, thuộc chuỗi sự kiện Đại hội đối thoại về Văn minh Châu Á. Tại vở kịch khai màn "Bạch Xà" Nhất Châu đã đóng vai nam chính Hứa Tiên và nhận được sự chú ý nhất định. Tháng 10 cùng năm, La Nhất Châu đại diện cho Trung Hí tham gia Hoạt động trao đổi Liên minh Giáo dục Kịch nghệ Đại học Trung Quốc lần thứ 7 và Triển lãm Hý kịch Sinh viên Đại học lần thứ nhất cũng giành được giải Nam diễn viên phụ xuất sắc nhất. 
Năm 2020, tham gia phim truyền hình chống dịch "Together". 

### 2021: Chính thức gia nhập giới giải trí

#### Ra mắt với IXFORM
Năm 2021, La Nhất Châu với tư cách là một thực tập sinh tham gia chương trình tạp kỹ của iQiyi "Thanh Xuân Có Bạn 3". 
- Ngày 25 tháng 2 trong lần xếp lớp đầu tiên đã cùng các thực tập sinh cùng công ty trình diễn "Tiger" cùng bài múa cá nhân "Phượng Hà", nhận được kết quả phân vào lớp A[11].
- Ngày 27 tháng 2, buổi công diễn 1 anh trở thành đội trưởng dẫn dắt đội biểu diễn "Kick It" và cá nhân La Nhất Châu đạt được vị trí đầu tiên với số phiếu nhiều nhất tổ Dance[12].
- Ngày 11 tháng 3 tại sân khấu công diễn đặc biệt, anh lại lần nữa đảm nhiệm chức đội trưởng và biểu diễn ca khúc "Không Vui Không Làm".
- Tại vòng khảo hạch luyện tập bài hát chủ đề, tiếp tục thành công ở lại lớp A và được bầu chọn làm center của bài hát chủ đề "We Rock"[13] với 21 phiếu.
- Ở sân khấu công diễn 2 diễn ra trong ngày 28 tháng 3, La Nhất Châu với vai trò center kiêm giọng hát chính đã trình bày "Stop Sugar" cũng như có số phiếu bình chọn cao nhất trong nhóm, nhóm của anh cũng là nhóm thắng cuộc.
- Trong vòng quyết đấu nhóm bản phòng tập, với màn biểu diễn bài "History", Nhất Châu tiếp tục đảm nhiệm vị trí center và cùng nhóm A giành chiến thắng với số phiếu 4:0.
- Ngày 17 tháng 4, thêm một lần nữa anh lại giữ vị trí center khi trình bày "Người Thuần Hóa" ở công diễn 3 và màn thể hiện ấn tượng của bản thân đã mang về cho La Nhất Châu số phiếu đứng đầu toàn trường quay.
- Ngày 29 tháng 4, anh thuận lợi gia nhập nhóm của PD Lý Vũ Xuân và cùng PD trình diễn ca khúc "Shut Up And Dance" trong công diễn hợp tác đặc biệt.
- Vào ngày 9 tháng 5 năm 2021, iQIYI tuyên bố trên Weibo rằng họ chính thức chấm dứt ghi hình chương trình và hủy bỏ trận chung kết

Ngày 25 tháng 7 năm 2021, La Nhất Châu trở thành khách mời biểu diễn tại Lễ hội âm nhạc Thành Đô. Tại đây anh đảm nhiệm vị trí Center và cùng các thành viên Đường Cửu Châu, Liên Hoài Vỹ, Lưu Quan Hữu, Đặng Hiếu Từ, Tôn Oánh Hạo, Lưu Tuyển, Đoàn Tinh Tinh, Tôn Diệc Hàng chính thức ra mắt nhóm nhạc nam IXFORM. 

#### Bước đầu sự nghiệp
Ngay trước cả khi chính thức ra mắt với IXFORM, La Nhất Châu đã được mời tham dự nhiều sự kiện, trở thành khách mời hay thành viên cố định của các chương trình truyền hình. Anh cũng bắt đầu tiếp xúc với các nhãn hiệu mỹ phẩm, thời trang, tạp chí và nhận những thương vụ đầu tiên trong sự nghiệp. 
- Ngày 15 tháng 7 năm 2021, ngay sau khi Thanh Xuân Có Bạn 3 kết thúc, Nhất Châu lần đầu làm khách mời một chương trình truyền hình dưới tư cách cá nhân là "Game Of Shark".
- Ngày 19 tháng 7, Esteé Lauder tuyên bố La Nhất Châu là Bạn thân Sản phẩm Make up khu vực Trung Quốc Đại Lục của thương hiệu mình. Đây cũng là thương hiệu đầu tiên mà anh được trao danh phận kể từ ngày bước vô giới giải trí.
- Ngày 16 tháng 8, anh lấy kinh nghiệm 11 năm vũ đạo của mình trở thành học trưởng để giúp đỡ các vũ đạo sinh trong chương trình tuyển chọn vũ đạo của iQiyi "Vũ Đạo Sinh".
- Ngày 15 tháng 9, La Nhất Châu đảm nhiệm vị trí thành viên đoàn thám hiểm nhằm khám phá tri thức trong chương trình văn hóa "Xuất Phát Thôi! Lạc Dương".
- Ngày 19 tháng 10, Nhà Hát Kịch Quốc Gia Trung Quốc[6] thông báo La Nhất Châu sẽ diễn vai nhân vật chính là Chu Nặc Hải thời trẻ trong vở kịch nói "Ký Sự Chiến Tranh". Nhưng vì tình hình dịch bệnh căng thẳng nên Nhà Hát đã thông báo vở kịch đã bị hoãn và chưa xác nhận ngày diễn.[14]

### 2022 - nay: Tiếp tục theo đuổi niềm đam mê diễn xuất
- Ngày 10 tháng 2 năm 2022, chính thức khai máy bộ phim truyền hình hiện thực "Hậu Lãng" cùng với sự tham gia của ảnh đế Ngô Cương, Triệu Lộ Tư. "Hậu Lãng" chính là cột mốc quan trọng trong nghiệp diễn của anh khi đây là phim truyền hình đầu tiên mà La Nhất Châu nhận vai chính.[15]
- Ngày 6 tháng 7, Nhà Hát Kịch Quốc Gia Trung Quốc[6] đưa ra danh sách tuyển dụng nhân viên là sinh viên mới ra trường, tuyên bố La Nhất Châu thành công ứng tuyển làm nhân viên của Nhà Hát.
- Ngày 20 tháng 8, Nhà Hát Kịch Quốc Gia Trung Quốc[6] cho biểu diễn vở kịch nói "Tam Sinh Lộ", Nhất Châu đóng vai nam chính Liễu Mộng Mai.
- Ngày 15 tháng 9, Nhà Hát Kịch Quốc Gia Trung Quốc[6] tiếp tục thông báo La Nhất Châu sẽ nhận vai Nhiếp Nhĩ trong vở kịch tài liệu "Văn Nghệ Trong Kháng Chiến". Vở kịch "Văn Nghệ Trong Kháng Chiến[16]" là vở kịch tri ân đặc biệt được biểu diễn từ ngày 1 tháng 10 đến ngày 7 tháng 10 nhân kỷ niệm 73 năm Quốc Khánh, cũng là để chào mừng Đại hội đại biểu toàn quốc lần thứ 20 của Đảng Cộng Sản Trung Quốc.[17]
- Ngày 11 tháng 8, nhóm IXFORM tan rã.
- Ngày 15 tháng 9 năm 2023, phát hành album solo đầu tay "SIDE L".
- Ngày 15 tháng 9, khởi chiếu phim ngắn "Cánh Cửa Ký Ức" cùng nhân vật chính Châu Châu.
- Ngày 19 tháng 4  năm 2024, vở kịch "Văn Nghệ Trong Kháng Chiến" từng được biểu diễn dịp Quốc Khánh Trung Quốc năm 2022 chính thức công chiếu tại các rạp.

## Danh sách kịch

### Kịch đại học
| Năm diễn | Tên kịch                | Tựa Tiếng Trung | Vai diễn      |                            | Ghi chú                   |
| -------- | ----------------------- | --------------- | ------------- | -------------------------- | ------------------------- |
| 2019     | Lôi Vũ                  | 雷雨            | Chu Bình      | Lý Lan Địch, Tiêu Tiểu Vân | [ 18 ]                    |
| 2019     | Bạch Xà                 | 白蛇            | Hứa Tiên      | Tiêu Tiểu Vân              | Nam chính                 |
| 2019     | Ám Luyến Đào Hoa Nguyên | 暗恋桃花源      | Ông chủ Viên  |                            |                           |
| 2019     | Nguyên Dã               | 原野            | Tiêu Đại Tinh | Lý Lan Địch                | [ 20 ]                    |
| 2021     | Khuất Nguyên            | 屈原辞          | Khuất Nguyên  | Lý Lan Địch                | Kịch tốt nghiệp, hủy diễn |

### Kịch Nhà hát
| Năm diễn | Tên kịch                   | Tựa Tiếng Trung | Vai diễn      | Bạn diễn                | Ghi chú                         |
| -------- | -------------------------- | --------------- | ------------- | ----------------------- | ------------------------------- |
| 2021     | Ký Sự Chiến Tranh          | 战事·书写       | Chu Nặc Hải   | Lý Diệp                 | Nam chính, hoãn diễn            |
| 2022     | Tam Sinh Lộ                | 三生路          | Liễu Mộng Mai | Lý Quân Tiệp            | Nam chính                       |
| 2022     | Văn Nghệ Trong Kháng Chiến | 抗战中的文艺    | Nhiếp Nhĩ     | Điền Vũ, Quan Hiểu Đồng | Kịch Quốc Khánh, Nhân vật chính |

## Danh sách phim

### Phim truyền hình
| Năm chiếu  | Tên phim                               | Tựa Tiếng Trung        | Vai diễn          | Bạn diễn               | Ghi chú        |
| ---------- | -------------------------------------- | ---------------------- | ----------------- | ---------------------- | -------------- |
| 2020       | Bên Nhau                               | 在一起                 | Bác sĩ, Bệnh nhân |                        |                |
| 2023       | Hậu Lãng                               | 后浪                   | Nhậm Thiên Chân   | Ngô Cương, Triệu Lộ Tư | Nam chính      |
| 2025       | Chân Tâm Anh Hùng (Nhiệm Vụ Cuối Cùng) | 真心英雄之最后一个任务 | Trương Nhất Dương | Đàm Khải               | Nhân vật chính |
| Chưa chiếu | Đại Sinh Ý Nhân                        | 大生意人               | Lý Khâm           | Trần Hiểu, Tôn Thiên   | Nhân vật chính |

### Phim ngắn
| Năm chiếu | Tên phim       | Tựa Tiếng Trung        | Vai diễn  | Bạn diễn        | Ghi chú        |
| --------- | -------------- | ---------------------- | --------- | --------------- | -------------- |
| 2023      | Cánh Cửa Ký Ức | 明日生存指南之记忆通道 | Châu Châu | Đoạn Dịch Hoành | Nhân vật chính |

### Phim chiếu rạp
| Năm chiếu  | Tên phim                   | Tựa Tiếng Trung | Vai diễn  | Bạn diễn                                                          | Ghi chú              |
| ---------- | -------------------------- | --------------- | --------- | ----------------------------------------------------------------- | -------------------- |
| 2024       | Văn Nghệ Trong Kháng Chiến | 抗战中的文艺    | Nhiếp Nhĩ | Điền Vũ, Quan Hiểu Đồng                                           | Kịch, Nhân vật chính |
| Chưa chiếu | Bành Hổ Hải Chiến          | 澎湖海战        |           | Vương Học Kỳ, Hầu Văn Nguyên, Đỗ Giang, Tống Dương, Triệu Lệ Dĩnh | Nhân vật chính       |

## Show truyền hình
| Năm  | Tên show                                | Kênh           | Vai trò       | Ghi chú      |
| ---- | --------------------------------------- | -------------- | ------------- | ------------ |
| 2021 | Thanh Xuân Có Bạn 3                     | iQiyi          | Thực tập sinh | Debut Center |
| 2021 | Vương Bài Đối Vương Bài 6               | Chiết Giang TV | Khách mời     | Ep.12        |
| 2021 | Game Of Shark                           | iQiyi          | Khách mời     | Ep.2         |
| 2021 | Vũ Đạo Sinh                             | iQiyi          | Học trưởng    |              |
| 2021 | Mùa Hè Hoàn Mỹ 2 (Extra)                | Đông Phương TV | Thành viên    |              |
| 2021 | Sân Khấu Bùng Nổ                        | iQiyi          | Khách mời     | Ep.6, 7      |
| 2021 | Xuất Phát Thôi! Lạc Dương               | iQiyi          | Thành viên    |              |
| 2021 | Kịch Trung Quốc Đẹp Nhất                | Bắc Kinh TV    | Khách mời     | Ep.8         |
| 2022 | Nghe Nói Ở Đây Ăn Rất Ngon 2            | Chiết Giang TV | Thành viên    |              |
| 2022 | Thiên Thiên Hướng Thượng                | Mango TV       | Khách mời     |              |
| 2023 | Nhà Trọ Của Chúng Ta                    | Chiết Giang TV | Khách mời     | Ep 11        |
| 2023 | Văn Nhã Giang Nam                       | Đông Phương TV | Khách mời     | Ep 3-5       |
| 2023 | Xuất Phát Thôi! Trục Trung Tâm Bắc Kinh | iQiyi          | Thành viên    |              |
| 2023 | Tập hợp! Nhóm bọt sóng                  | Youku          | Thành viên    | Ep 4, 8      |
| 2023 | Thanh Xuân Hoàn Du Ký 4                 | Youku          | Khách mời     | Ep 11-12     |
| 2023 | Thanh Xuân Cháy Bỏng                    | Tencent        | Khách mời     |              |
| 2023 | Cùng Nhau Hướng Về Hạnh Phúc            | Đông Phương TV | Thành viên    |              |
| 2023 | Vạn Quyển Phong Nhã Tập                 | Youku          | Khách mời     | Ep 1-2       |
| 2023 | Thời Gian Cuối Tuần Của Xuân Ny         | Bắc Kinh TV    | Khách mời     |              |
| 2023 | Ngàn Năm Một Bữa Ăn                     | Đệ Nghệ Lưu    | Khách mời     |              |
| 2023 | Rising Land 2                           | Youku          | Khách mời     | Ep 9-10      |
| 2023 | Xuất Phát Lên Núi Xuống Biển            | Chiết Giang TV | Khách mời     | Ep 6-8       |
| 2023 | Ký Sự Món Ăn Bùng Nổ 3                  | Chiết Giang TV | Khách mời     | Ep 7-8       |
| 2024 | Chuyện Về Núi Biển                      | iQiyi          | Thành viên    | Ep 1         |

## Âm nhạc và Sân khấu

### Solo
| Thời gian phát hành | Tên album | Tựa Tiếng Trung | Track listing                                       | Ghi chú |
| ------------------- | --------- | --------------- | --------------------------------------------------- | ------- |
| 15 tháng 7, 2023    | Side L    | 不太一样        | 1. Summer 2. Rolling 3. Memories 4. Loyalty 5. RARE |         |

| Thời gian phát hành | Tên album     | Tựa Tiếng Trung | MV | Ghi chú                                                |
| ------------------- | ------------- | --------------- | -- | ------------------------------------------------------ |
| 4 tháng 6, 2023     | Quốc Sắc      | 国色            | ★  | Ca khúc chủ đề "Giải Thưởng Phim Hoạt Hình Trung Quốc" |
| 12 tháng 5, 2023    | Hậu Lãng      | 后浪            | ★  | "Hậu Lãng" OST                                         |
| 16 tháng 9, 2023    | Best          |                 | ★  |                                                        |
| 16 tháng 9, 2023    | Starlight     | 星光            | ★  |                                                        |
| 10 tháng 2, 2024    | Long          | 龘              |    |                                                        |
| 10 tháng 8, 2024    | Chầm Chậm Sôi | 小火慢炖        |    |                                                        |

### IXFORM
| Thời gian phát hành | Tên album | Tựa Tiếng Trung | Track listing              | Ghi chú |
| ------------------- | --------- | --------------- | -------------------------- | ------- |
| 5 tháng 11, 2021    | Đang Đến  | 将至            | 1. So Hot 2. BET           |         |
| 29 tháng 7, 2022    | Giới      | 界              | 1. Best Match 2. Love Time |         |

| Thời gian phát hành | Tên bài hát | Ghi chú           |
| ------------------- | ----------- | ----------------- |
| 5 tháng 11, 2021    | So Hot      | Performance Video |

### Single hợp tác
| Thời gian phát hành | Tên bài hát        | Tựa Tiếng Trung | Ca sĩ hợp tác                                | MV | Ghi chú                                       |
| ------------------- | ------------------ | --------------- | -------------------------------------------- | -- | --------------------------------------------- |
| 18 tháng 7, 2021    | Trạng Nguyên       | 状元            | Đoàn Tinh Tinh, Tôn Duyệt                    | ★  | Bài cổ động Olympic                           |
| 13 tháng 8, 2022    | Đưa Bạn Đi Ăn Ngon | 带你吃好的      | Lâm Y Luân, Vương Diệu Khánh, Trương Hàm Vận |    | Bài chủ đề của "Nghe Nói Ở Đây Ăn Rất Ngon 2" |

### Tiết mục biểu diễn trongThanh Xuân Có Bạn 3[1]
| Năm  | Ngày phát sóng | Tập phát sóng | Thông tin bài hát                                                                | Nhóm hợp tác biểu diễn  | Ghi chú                                                      |
| ---- | -------------- | ------------- | -------------------------------------------------------------------------------- | ----------------------- | ------------------------------------------------------------ |
| 2021 | 20 tháng 2     | 2             | "Tiger" - Ca sĩ hát gốc: Lil Ghost Tiểu Quỷ                                      | Mạnh Mẽ Lên             | Lớp A                                                        |
| 2021 | 27 tháng 2     | 4             | "Kick It" - Ca sĩ hát gốc: NCT 127 - Tựa Tiếng Trung: 英雄                       | Your Hero               | Nhóm trưởng, cá nhân hạng 1 tổ Dance, nhóm hạng 2            |
| 2021 | 11 tháng 3     | 7             | "Không Vui Không Làm" - Ca sĩ hát gốc: Phạm Dật Thần - Tựa Tiếng Trung: 无乐不作 | Câu lạc bộ Ngày 0 tháng | Nhóm trưởng, nhóm hạng 4                                     |
| 2021 | 18 tháng 3     | 9             | "We Rock" - Ca sĩ hát gốc: Bài hát gốc                                           | Toàn bô thực tập sinh   | Center, lớp A                                                |
| 2021 | 28 tháng 3     | 12            | "Stop Sugar" - Ca sĩ hát gốc: Gen Neo Lương Căn Vinh                             | Nhóm B/Theo Họ Bạn      | Center, giọng hát chính, hạng 1 trong nhóm, nhóm chiến thắng |
| 2021 | 2 tháng 4      | 14            | "History" - Ca sĩ hát gốc: EXO-M                                                 | Nhóm A/Plan A           | Center, nhóm chiến thắng                                     |
| 2021 | 17 tháng 4     | 17            | "Người Thuần Hóa" - Ca sĩ hát gốc: Bài hát gốc - Tựa Tiếng Trung: 驯化者         | Nhà trẻ huấn luyện rồng | Center, hạng 1 toàn trường quay, nhóm hạng 2                 |
| 2021 | 29 tháng 4     | 21            | "Shut Up And Dance" - Ca sĩ hát gốc: Lý Vũ Xuân - Tựa Tiếng Trung: 闭嘴跳舞      | Ngậm miệng mà nhảy      |                                                              |
| 2021 | 1 tháng 5      | Livestream    | "Trúc" - Ca sĩ hát gốc: Bài hát gốc - Tựa Tiếng Trung: 竹                        | -                       |                                                              |
| 2021 | -              | -             | "Chương Cuối (ZIP)" - Ca sĩ hát gốc: Bài hát gốc - Tựa Tiếng Trung: 终章         | -                       |                                                              |

### Tiết mục biểu diễn trong Vũ Đạo Sinh[24]
| Năm  | Ngày phát sóng | Tập phát sóng | Tên bài                | Tựa Tiếng Trung | Người hợp tác  |
| ---- | -------------- | ------------- | ---------------------- | --------------- | -------------- |
| 2021 | 21 tháng 8     | 1             | Bạn                    | 你              | Múa đơn        |
| 2021 | 2 tháng 10     | 7             | Lại Thấy Hồng Lâu Mộng | 又见红楼梦      | Cháo bát bảo   |
| 2021 | 23 tháng 10    | 10            | Cô Nương Bán Hoa       | 卖花姑娘        | Khang Khả Nhân |
| 2021 | 6 tháng 11     | 12            | Thám                   | 探              | Múa đơn        |

### Tiết mục biểu diễn khác
| Năm  | Ngày phát sóng | Tên bài            | Chương trình                      | Người hợp tác                                         | Ghi chú          |
| ---- | -------------- | ------------------ | --------------------------------- | ----------------------------------------------------- | ---------------- |
| 2021 | 25 tháng 7     | Đúng Lúc           | Lễ hội âm nhạc Thành Đô           | Liên Hoài Vỹ, Tôn Oánh Hạo, Lưu Tuyển, Đoàn Tinh Tinh | Lần đầu diễn     |
| 2021 | 17 tháng 9     | Thế Giới Tự Do     | Sân Khấu Bùng Nổ                  | An Kỳ, Trần Trác Tuyền                                |                  |
| 2021 | 13 tháng 10    | Lạc Thần Tặng Quạt | Xuất Phát Thôi! Lạc Dương         | Vương Sở Nhiên                                        | Múa vai Tào Thực |
| 2022 | 1 tháng 2      | Đằng               | Xuân Vãn Bắc Kinh                 | Khóa 18 Khoa Biểu diễn Trung Hí                       |                  |
| 2022 | 10 tháng 9     | Ánh Trăng Trên Cao | Đêm hội Trung Thu Đài Chiết Giang | -                                                     |                  |

## Giải thưởng
| Năm  | Lễ trao giải                                                                 | Giải thưởng                                          | Tác phẩm                                  |
| ---- | ---------------------------------------------------------------------------- | ---------------------------------------------------- | ----------------------------------------- |
| 2015 | Cúp Tiền Vệ (Quân Nghệ)                                                      | Giải nhất                                            | Bài múa "Thiếu niên Anh Cát Sa"           |
| 2015 | Cúp Sao Đỏ (Quân Nghệ)                                                       | Giải nhì                                             | Bài múa "Kim sắc Bối Đa La"               |
| 2019 | Hoạt động trao đổi Liên minh Giáo dục Kịch nghệ Đại học Trung Quốc lần thứ 7 | Nam diễn viên phụ xuất sắc nhất                      | Vai Hứa Tiên trong vở kịch "Bạch Xà"      |
| 2021 | Lễ kỷ niệm 1 năm thành lập Wonderland                                        | Giải thưởng Ngôi sao mới lĩnh vực thời trang của năm |                                           |
| 2023 | Đêm Hội Baidu                                                                | Nam diễn viên nổi tiếng được mong chờ                |                                           |
| 2023 | Lễ hội âm nhạc châu Á 2023                                                   | Nam ca sĩ đột phá                                    |                                           |
| 2023 | Quốc kịch thịnh điển                                                         | Diễn viên ưu tú                                      | Vai Nhậm Thiên Chân trong phim "Hậu Lãng" |
| 2023 | Danh sách âm nhạc thường niên 2023 của Tencent                               | Top 10 Album vật lý của năm                          | Album "Side L"                            |
| 2023 | Danh sách âm nhạc thường niên 2023 của Tencent                               | Tân binh của năm                                     |                                           |
| 2023 | Danh sách âm nhạc thường niên 2023 của Tencent                               | EP của năm                                           |                                           |

## Đại ngôn
| Năm  | Nhãn hàng          | Thân phận                                                        | Ghi chú      | Tham khảo |
| ---- | ------------------ | ---------------------------------------------------------------- | ------------ | --------- |
| 2021 | Esteé Lauder       | Bạn thân Sản phẩm Make up khu vực Trung Quốc Đại Lục             |              | [ 46 ]    |
| 2021 | SEMIR              | Người phát ngôn Dòng SMARTECH                                    | Hết hợp đồng | [ 48 ]    |
| 2021 | Sisley Paris       | Bạn thân Dòng Hair Rituel                                        | Hết hợp đồng | [ 50 ]    |
| 2021 | Nguyên Khí Sâm Lâm | Bạn thân Nước có ga                                              | Hết hợp đồng | [ 52 ]    |
| 2021 | Origins            | Đại sứ Dòng Sữa dưỡng cấp ẩm Linh chi khu vực Trung Quốc Đại Lục | Hết hợp đồng | [ 54 ]    |
| 2021 | GLAMGLOW           | Người phát ngôn Dòng mặt nạ phát quang khu vực Trung Quốc        | Hết hợp đồng | [ 56 ]    |
| 2021 | PMPM               | Người phát ngôn tinh dầu                                         | Hết hợp đồng | [ 57 ]    |
| 2022 | ELIXIR             | Đại sứ thương hiệu                                               |              | [ 59 ]    |
| 2022 | NIVEA              | Người phát ngôn dòng sản phẩm làm sạch da mặt                    |              | [ 60 ]    |
| 2022 | Glico              | Người phát ngôn Sữa hạt quả hạnh đào                             |              | [ 62 ]    |
| 2022 | SUPERB             | Người thủ hộ toàn năng                                           |              | [ 64 ]    |
| 2022 | LONGINES           | Bạn thân thương hiệu                                             |              | [ 66 ]    |
| 2022 | dProgram           | Đại sứ thương hiệu khu vực Châu Á Thái Bình Dương                |              | [ 68 ]    |
| 2022 | SAIC Volkswagen    | Đại sứ thương hiệu Dòng New Lavida                               |              | [ 70 ]    |
| 2023 | Jo Malone          | Đại sứ thương hiệu                                               |              | [ 71 ]    |
| 2023 | UMBRO              | Đại sứ thương hiệu                                               |              | [ 72 ]    |
| 2023 | Alpenliebe         | Đại sứ dí dỏm                                                    |              | [ 73 ]    |

## Tạp chí
| Năm  | Tên tạp chí                     | Tháng phát hành | Kỳ                  | Chú thích        |
| ---- | ------------------------------- | --------------- | ------------------- | ---------------- |
| 2021 | Wonderland                      | Tháng 7         | Số tháng 7          | Song bìa đơn     |
| 2021 | ELLEMEN Tân Thanh Niên          | Tháng 8         | Số mùa thu          | Song bìa đơn     |
| 2021 | Trends Health                   | Tháng 9         | Số tháng 10         | Bìa đơn          |
| 2021 | OK!                             | Tháng 10        | Số tháng 11(kỳ 245) | Song bìa đơn     |
| 2022 | Tập san Nhà hát Quốc gia        | Tháng 1         | Số đặc biệt 2021    | Trang trong      |
| 2022 | Rayli Fashion & Beauty          | Tháng 2         | Số tháng 2(kỳ 608)  | Song bìa đơn     |
| 2022 | SoFigaro                        | Tháng 2         | Số tháng 2          | Bìa đơn          |
| 2022 | GQ Trí Tộc                      | Tháng 8         |                     | Trang trong      |
| 2022 | Tập San Nhà Hát Kịch Trung Quốc | Tháng 11        | Số 173              | Trang trong      |
| 2022 | Grazia                          | Tháng 11        | Số tháng 11(kỳ 586) | Bìa đơn          |
| 2022 | Sense                           | Tháng 11        | Số tháng 11         | Bìa đơn/Bìa nhóm |
| 2023 | Trends Health                   | Tháng 1         | Số tháng 1          | Song bìa đơn     |
| 2023 | Blue Charm                      | Tháng 5         | Số tháng 5          | Song bìa đơn     |
| 2023 | Thượng Thành Sĩ                 | Tháng 6         | Số tháng 6          | Bìa đơn          |
| 2023 | LifeStyle                       | Tháng 7         | Số tháng 7          | Bìa đơn          |
| 2023 | SuperELLE                       | Tháng 7         | Số tháng 8          | Bìa đơn          |
| 2023 | men's uno                       | Tháng 8         | Số tháng 8          | Bìa đơn          |
| 2023 | Wonderland                      | Tháng 10        | Số tháng 10         | Bìa đơn          |
| 2024 | Wonderland                      | Tháng 1         | Số tháng 1          | Bìa đơn          |
| 2024 | LEON                            | Tháng 1         | Số tháng 2          | Bìa đơn          |
| 2024 | TRAVELER                        | Tháng 2         | Số tháng 2          | Song bìa đơn     |

## Fan Meeting
| Ngày tổ chức        | Địa điểm | Tên        | Danh sách bài hát                                  |
| ------------------- | -------- | ---------- | -------------------------------------------------- |
| 30 tháng 7 năm 2022 | Tô Châu  | "Chí (至)" | - So Hot - Bet - Đúng Lúc - Love Time              |
| 6 tháng 8 năm 2022  | Côn Minh | "Chí (至)" | - So Hot - Bet - Best Match - Đúng Lúc - Love Time |

| Ngày tổ chức        | Địa điểm   | Tên                        | Danh sách bài hát |
| ------------------- | ---------- | -------------------------- | --- |
| 16 tháng 9 năm 2023 | Quảng Châu | Showcase ra mắt 【Side L】 | - RARE - Loyalty - Một Giấc Mộng (夢一場) - Một Lần Cũng Đủ (一次就好) - Summer - Mặt Trời Không Lặn (日不落) - Đều Ổn Cả (都挺好) - Starlight - Đôi Tai (耳朵) - Tình Yêu Bất Đắc Dĩ (情非得已) - Rolling - Yêu (愛) - Best - Memories |